# Afroplitis
Afroplitis is een geslacht van vlinders van de familie tandvlinders (Notodontidae), uit de onderfamilie Notodontinae.

## Soorten
- A. bergeri (Viette, 1954)
- A. dasychirina (Gaede, 1928)
- A. dierli (Kiriakoff, 1979)
- A. orestes (Kiriakoff, 1955)
- A. phyllocampa (Trimen, 1909)
- A. politzaria (Kiriakoff, 1979)
- A. pylades (Kiriakoff, 1955)